# Saison 2013 des Mets de New York
La saison 2013 des Mets de New York est la 52e saison en Ligue majeure de baseball pour cette franchise.
Les Mets remettent en 2013 une fiche de 74 victoires et 88 défaites identique à celle de la saison précédente et passent de la 4e à la 3e place dans la division Est de la Ligue nationale. Le club en reconstruction connaît une 5e campagne perdante consécutive et une 7e de suite sans qualification pour les séries éliminatoires. Candidat au trophée Cy Young, Matt Harvey est l'un des meilleurs lanceurs de la ligue mais une sérieuse blessure au coude met fin à sa saison le 24 août et son retour n'est pas prévu avant 2015.
Le 16 juillet 2013, le 84e match des étoiles de la Ligue majeure de baseball est présenté au Citi Field, domicile des Mets.

## Contexte
Après avoir compilé une fiche victoires-défaites de 46-40 en première moitié de saison 2012, les Mets ne gagnent que 28 parties sur 76 après la pause du match des étoiles et terminent au quatrième rang sur cinq équipes dans la division Est de la Ligue nationale avec un rendement de 74-88. Il s'agit pour eux d'une quatrième saison perdante consécutive et de la sixième année de suite qu'ils ratent les séries éliminatoires. Le lanceur de balle papillon R. A. Dickey connaît à 37 ans la meilleure saison de sa carrière et remporte le trophée Cy Young du meilleur lanceur de la Ligue nationale.

## Intersaison

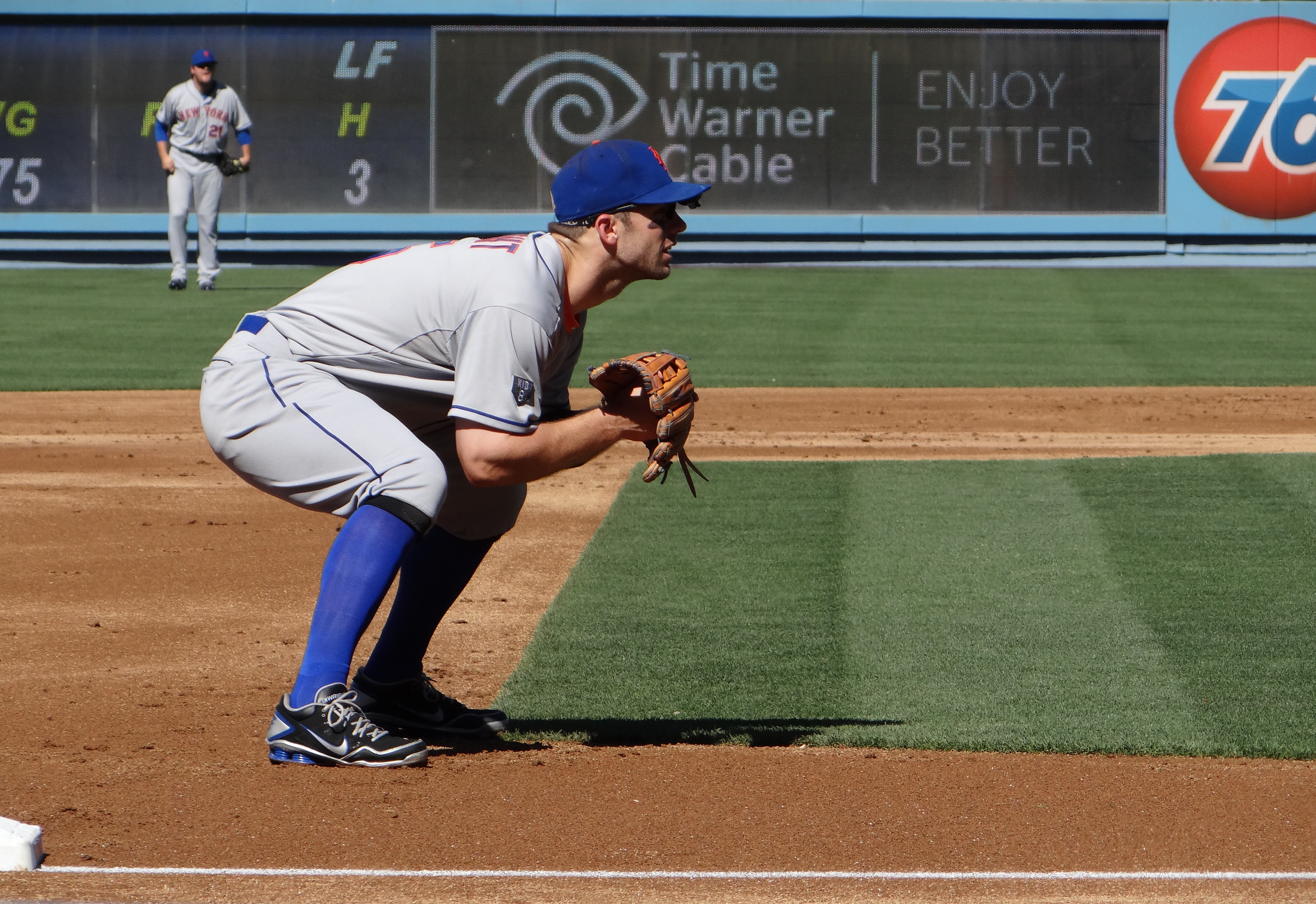
David Wright.

Le 30 novembre 2012, le joueur de troisième but étoile David Wright, chez les Mets depuis le début de sa carrière en 2004, accepte une prolongation de contrat de 8 saisons pour 138 millions de dollars qui pourrait garder le joueur vedette avec le club jusqu'en 2020. Il s'agit du plus onéreux contrat jamais accordé par la franchise.
Dans l'une des transactions les plus remarquées de l'intersaison 2012-2013 dans le baseball majeur, les Mets transfèrent le tenant du trophée Cy Young du meilleur lanceur, R. A. Dickey, aux Blue Jays de Toronto le 17 décembre. Le receveur des majeures Josh Thole et le receveur des mineures Mike Nickeas accompagent Dickey dans l'échange, qui permet aux Mets d'obtenir le receveur John Buck et les joueurs d'avenir Travis d'Arnaud (un receveur), Noah Syndergaard (un lanceur droitier) et Wuilmer Becerra (voltigeur).
Parmi les ajouts faits à la formation des Mets pour 2013, les joueurs suivants joignent l'équipe : le lanceur partant droitier Shaun Marcum, ancien des Blue Jays et des Brewers de Milwaukee, signe un contrat d'un an avec New York et le releveur droitier Brandon Lyon, qui a joué en 2012 avec Houston et Toronto. Le contrat de l'arrêt-court Brandon Hicks est acheté des A's d'Oakland et ces derniers échangent le voltigeur Collin Cowgill aux Mets contre le troisième but des ligues mineures Jefry Marté.
Plusieurs joueurs participent au camp d'entraînement 2013 des Mets après avoir accepté des contrats de ligues mineures. C'est le cas des réservistes à l'avant-champ Brian Bixler, en provenance des Astros de Houston, et Omar Quintanilla, qui s'était aligné pour les Mets au début 2012 avant de passer à Baltimore. C'est sur ce type de contrats que s'amènent le droitier Carlos Torres, lanceur de relève pour Colorado la saison précédente, le lanceur gaucher et autre ancien des Blue Jays Aaron Laffey, le vétéran releveur droitier LaTroy Hawkins qui joua pour les Angels de Los Angeles en 2012. Le voltigeur Marlon Byrd et le lanceur de relève droitier Scott Atchison arrivent en provenance de Boston. Un ancien lanceur des Mets, le gaucher Pedro Feliciano, qui est apparu dans le plus grand nombre de parties parmi tous les releveurs du baseball majeur chaque année de 2008 à 2010 et a passé les deux dernières saisons au niveau mineur dans l'organisation des Yankees de New York, est de retour pour un essai au camp.
Le voltigeur Jason Bay, engagé à fort prix en janvier 2010 et qui vient de connaître trois campagnes fort décevantes, est libéré avec une année restante à son contrat. Le releveur droitier Jon Rauch quitte les Mets pour les Marlins de Miami. Le receveur Kelly Shoppach va rejoindre Bay chez les Mariners de Seattle. L'arrêt-court Ronny Cedeño rejoint, lui aussi devenu agent libre, rejoint les Cardinals de Saint-Louis. Le voltigeur Scott Hairston signe chez les Cubs de Chicago. Le lanceur droitier Manny Acosta part jouer au Japon. Le lanceur droitier Mike Pelfrey, après 7 saisons chez les Mets, rejoint les Twins du Minnesota et le droitier Chris Young prend la route de Washington. Enfin, en décembre 2011 les Mets avaient échangé le voltigeur Ángel Pagán aux Giants : un an après, les deux joueurs obtenus en retour, le voltigeur Andrés Torres et le releveur droitier Ramón Ramírez quittent pour regagner leur ancien club à San Francisco

## Calendrier pré-saison
L'entraînement de printemps des Mets se déroule du 23 février au 30 mars 2013.

## Saison régulière
La saison régulière des Mets de New York se déroule du 1er avril au 29 septembre 2013 et prévoit 162 parties. Elle débute à domicile avec la visite des Padres de San Diego.

### Mai
- 2 mai : Matt Harvey des Mets est nommé meilleur lanceur du mois d'avril dans la Ligue nationale[32].

### Juin
- 18 juin : Le prometteur lanceur partant droitier Zack Wheeler fait ses débuts dans les majeures et remporte la victoire sur les Braves d'Atlanta[33].

### Juillet
- 16 juillet : Pour la première fois depuis 1964 et la première fois depuis l'ouverture de leur stade actuel, le Citi Field, les Mets accueillent le match des étoiles du baseball majeur. Pour cette occasion, c'est le joueur des Mets Matt Harvey qui est le lanceur partant des étoiles de la Ligue nationale[34]. Le club d'étoiles de la Ligue américaine remporte la partie, 3-0.

### Août
- 6 août : Le prospect des Mets Wilmer Flores fait ses débuts dans le baseball majeur[35].

### Classement
| Ligue nationale (Division Est) | V  | D   | %    | Diff. | Diff. (séries) |
| ------------------------------ | -- | --- | ---- | ----- | -------------- |
| Braves d'Atlanta               | 96 | 66  | ,593 | -     | -              |
| Nationals de Washington        | 86 | 76  | ,531 | 10    | 4              |
| Mets de New York               | 74 | 88  | ,457 | 22    | 16             |
| Phillies de Philadelphie       | 73 | 89  | ,451 | 23    | 17             |
| Marlins de Miami               | 62 | 100 | ,383 | 34    | 28             |

## Affiliations en ligues mineures
| Niveau            | Équipe                   | Ligue                   |
| ----------------- | ------------------------ | ----------------------- |
| AAA               | Bisons de Buffalo        | Ligue internationale    |
| AA                | Mets de Binghamton       | Eastern League          |
| A-Advanced        | Mets de St. Lucie        | Florida State League    |
| A                 | Sand Gnats de Savannah   | South Atlantic League   |
| A (saison courte) | Cyclones de Brooklyn     | New York - Penn League  |
| Ligue des recrues | Mets de Kingsport        | Appalachian League      |
| Ligue des recrues | Mets de la Côte du Golfe | Gulf Coast League       |
| Ligue des recrues | DSL Mets 1               | Dominican Summer League |
| Ligue des recrues | DSL Mets 2               | Dominican Summer League |